# Leila Wandeler
Leila Wandeler, née le 11 avril 2006 à Corminboeuf, est une footballeuse internationale suisse. Elle évolue au poste d'attaquante à l'OL Lyonnes.

## Biographie
Leila Wandeler naît le 11 avril 2006 à Corminboeuf, dans le canton de Fribourg. Binationale suisso-sénégalaise, elle vit à Dakar, au Sénégal, d'où vient sa mère, de ses 6 à 10 ans.
Elle compose des instrus pendant son temps libre.

## Carrière

### En club
Leila Wandeler évolue au poste d'attaquante.
Elle rejoint le centre de formation de l'Olympique Lyonnais en 2023. Elle joue son premier match en première division le 24 avril 2024 face à Guingamp et marque son premier but professionnel un an plus tard, le 23 avril 2025, face au FC Nantes,.

### En sélection
Leila Wandeler participe à l'Euro des moins de 17 ans en 2023 en Estonie.
En avril 2025, elle marque un doublé en 45 minutes face à l'Écosse avec la Suisse des moins de 19 ans.
Le 22 juin 2025, elle est sélectionnée par Pia Sundhage pour l'Euro 2025 en Suisse. Sa sélection est considérée comme une surprise.
Elle joue son premier match sous le maillot national lors d'un match amical le 26 juin 2025 face à la Tchéquie.